# Turniej Gwiazdkowy 1995
Turniej Gwiazdkowy 1995 – 3. edycja turnieju żużlowego rozgrywanego w Pile, który odbył się 10 grudnia 1995. Zwyciężył Tomasz Gollob.

## Wyniki

### Turniej zasadniczy
- Piła, 10 grudnia 1995
- NCD: Peter Karlsson – 67,60 w wyścigu 13
- Sędzia: Roman Cheładze

| Msc. | Zawodnik                  | Klub         | Pkt |               |  |
| ---- | ------------------------- | ------------ | --- | ------------- |  |
| 1    | (4) Tomasz Gollob         | Bydgoszcz    | 14  | (3,2,3,3,3)   |  |
| 2    | (14) Peter Karlsson       | Szwecja      | 14  | (3,3,3,3,2)   |  |
| 3    | (11) Rafał Dobrucki       | Piła         | 12  | (3,3,3,3,d)   |  |
| 4    | (12) Piotr Świst          | Gorzów Wlkp. | 10  | (1,3,2,2,2)   |  |
| 4    | (3) Waldemar Walczak      | Piła         | 10  | (2,2,2,3,1)   |  |
| 4    | (9) Jacek Gollob          | Bydgoszcz    | 10  | (2,2,1,2,3)   |  |
| 7    | (6) Jarosław Olszewski    | Gdańsk       | 8   | (d,2,2,1,3)   |  |
| 8    | (2) Marek Hućko           | Gorzów Wlkp. | 7   | (1,0,3,2,1)   |  |
| 9    | (1) Sebastian Ułamek      | Częstochowa  | 7   | (0,3,1,1,2)   |  |
| 10   | (7) Marek Kępa            | Lublin       | 7   | (3,1,1,d,2)   |  |
| 11   | (10) Jacek Krzyżaniak     | Toruń        | 6   | (0,1,2,d,3)   |  |
| 12   | (16) Zenon Kasprzak       | Piła         | 4   | (2,0,0,2,d)   |  |
| 13   | (5) Jacek Pionke          | Piła         | 4   | (2,d,1,1,t)   |  |
| 14   | (13) Roman Jankowski      | Leszno       | 3   | (1,1,0,1,d)   |  |
| 15   | (8) Waldemar Cieślewicz   | Bydgoszcz    | 1   | (w,1,w)       |  |
| 16   | (15) Wiesław Jaguś        | Toruń        | 1   | (d,d,dst,d,1) |  |
|      | rez. Mariusz Franków      | Piła         |     | (0,1)         |  |
|      | rez. Marek Andruszkiewicz | Piła         |     | (d,0)         |  |

Bieg po biegu
1. [69,49] T. Gollob, Walczak, Hućko, Ułamek
2. [71,20] Kępa, Pionke, Olszewski, Franków Franków za Cieślewicza
3. [68,30] Dobrucki, Świst, Bajerski, Krzyżaniak
4. [68,64] Karlsson, Kasprzak, Jankowski, Jaguś
5. [70,30] Ułamek, Walczak, Jankowski, Pionke
6. [68,02] Karlsson, Olszewski, Krzyżaniak, Hućko
7. [70,09] Dobrucki, Walczak, Kępa, Jaguś
8. [68,05] Świst, T. Gollob, Cieślewicz, Kasprzak
9. [69,10] Dobrucki, Olszewski, Ułamek, Kasprzak
10. [69,20] Hućko, Świst, Pionke, Jaguś
11. [69,03] Karlsson, Walczak, J. Gollob, Cieślewicz
12. [68,24] T. Gollob, Krzyżaniak, Kępa, Jankowski
13. [67,60] Karlsson, Świst, Ułamek, Kępa
14. [67,85] Dobrucki, Hućko, Jankowski, Franków Franków za Cieślewicza
15. [70,13] Walczak, Kasprzak, Pionke, Krzyżaniak
16. [68,60] T. Gollob, J. Gollob, Olszewski, Jaguś
17. [70,20] Krzyżaniak, Ułamek, Jaguś, Andruszkiewicz Andruszkiewicz za Cieślewicza
18. [68,60] J. Gollob, Kępa, Hućko, Kasprzak
19. [68,40] Olszewski, Świst, Walczak, Jankowski
20. [67,88] T. Gollob, Karlsson, Franków, Dobrucki Franków za Pionkego